# Biali
Das Biali (auch berba, bieri, bjerb, bjeri und burba genannt; ISO 639-3: beh) ist eine Gursprache aus der Niger-Kongo-Sprachfamilie, die von insgesamt 66.000 Personen in Benin und Burkina Faso gesprochen wird.
Die Sprache wird vor allem in der beninischen Provinz Atakora (64.500; Stand 1991), daneben auch von einer kleinen Gruppe von 1.500 Sprechern in Burkina Faso (1991) entlang der beninischen Grenze gesprochen, in den Provinzen Tapoa und Gurma.
Die Sprache nennt sich ‘Biali’ oder ‘Bieri’ und wird von der Nation der ‘Bialaba’ gesprochen. Mit vier weiteren Sprachen gehört die Sprache zur Gruppe der Östlichen Oti-Volta-Sprachen. Sie hat mehrere Dialekte, diese sind: dassari, gouande, materi, pingou, tihoun, tangeta und porga. Gemeinsam mit der Sprache Baatonum [bba] oder Berba bildet die Sprache auch die Gur-Sprachgruppe.